# Maurice Huke
Maurice Huke (né le 25 février 1993 à Bochum) est un athlète allemand, spécialiste du sprint.
Le 22 juillet 2018, il réalise son record personnel sur 200 m en 20 s 81 à Nuremberg. Le 12 mai 2019, il bat le record national du relais 4 x 200 m lors des Relais mondiaux 2019, ce qui lui permet d'obtenir la médaille de bronze, en 1 min 21 s 26.